# André Zucca
André Zucca (1897-1973) fue un fotógrafo francés y colaborador nazi, más conocido por su trabajo con la revista de propaganda alemana Signal.

## Biografía
André Zucca nació en 1897 en París, hijo de una modista italiana. Zucca pasó parte de su juventud en los Estados Unidos antes de regresar a Francia en 1915. Tras el estallido de la Primera Guerra Mundial, se unió al ejército francés donde fue herido y condecorado con la Croix de Guerre. Después de la guerra, comenzó una carrera como fotógrafo.
Después de varios reportajes en el extranjero de 1935 a 1937 (Italia, Grecia, Yugoslavia, Japón, China, India, Marruecos) junto con su compañero periodista Joseph Kessel, comenzó a trabajar para varias publicaciones de noticias, incluidas L'Illustration, Paris-Soir,y Match. Desde septiembre de 1939 hasta la caída de Francia en junio de 1940, cubrió la Guerra de broma en la prensa.
En 1941, fue contratado por los ocupantes alemanes para trabajar como fotógrafo y corresponsal de la revista Signal, órgano de propaganda de la Wehrmacht alemana. Su fotografía se utilizó para apoyar una imagen positiva de la ocupación alemana en Francia, así como para animar a los hombres franceses a ser voluntarios para la Legión de Voluntarios Franceses Contra el Bolchevismo, una milicia francesa colaboracionista que sirve en el Frente Oriental. Se discute si el trabajo de Zucca para los alemanes estaba relacionado o no con alguna simpatía ideológica con el nazismo, y algunos han argumentado que era un anarquista de derecha.
Además de sus contribuciones a Signal, fue uno de los pocos fotógrafos en la Europa ocupada con acceso a la película Agfacolor, una pieza rara y costosa de película en color en ese momento, gracias a su estrecha relación con los alemanes. Hoy en día es más conocido por sus fotografías en color de la vida cotidiana en París bajo la ocupación alemana.
Su hijo Pierre Zucca, ( fr ) director de cine, nació en 1943.
Después de la liberación, fue juzgado en octubre de 1944 por el gobierno provisional francés en la épuration légale (purga legal), donde sus privilegios periodísticos fueron revocados permanentemente. El tribunal dictaminó que no se deben emprender más acciones legales contra Zucca, en gran parte gracias a las credenciales de un miembro de la resistencia que habló en su nombre. Con su carrera periodística en ruinas, Zucca asumió el nombre de André Piernic y se instaló en la comuna francesa de Dreux, donde abrió una pequeña boutique fotográfica, tomando fotos de bodas y comuniones. Murió en 1973.
Sus colecciones de fotografías fueron compradas por la Bibliothèque historique de la ville de Paris en 1986, que consisten principalmente en sus fotografías del París ocupado tomadas durante la Segunda Guerra Mundial. En 2008, Éditions Gallimard, una importante editorial francesa, trabajó con la ciudad de París para organizar una exposición de fotografías de la época de guerra de Zucca. La exposición atrajo una gran controversia por su representación de un París aparentemente despreocupado en tiempos de guerra.